# Distretto di Kattakurgan
Il distretto di Kattakurgan (usbeco Kattaqo`rg`on) è uno dei 14 distretti della Regione di Samarcanda, in Uzbekistan. Il capoluogo è Paishanba. Altra città del distretto è Kattaqo‘rg‘on.